# Eau Bourde
Pour les articles homonymes, voir Bourde.
L'Eau Bourde est une rivière française du département de la Gironde en région Nouvelle-Aquitaine, et un affluent de la rive gauche de la Garonne.

## Géographie
L'Eau Bourde est un affluent de la rive gauche de la Garonne, de 22,5 km de longueur, qui prend sa source à Cestas, à 57 m d'altitude.
Son confluent avec la Garonne se faisait à travers des palus et marécages au sud de Bordeaux, dans la commune de Bègles. À partir de la deuxième moitié du XIXe siècle la partie au sud de Bordeaux a été canalisée et couverte ; les marécages de Bègles ont été asséchés par un réseau de canaux et d'esteys.
- À sa source, l'Eau Bourde est alimentée par l'eau des lagunes de la lande et par deux ruisseaux :

Au nord l'Eau Bourde, appelée parfois ruisseau des Sources, sort d'une source ferrugineuse et d'une fontaine minérale, la grande source, mises en valeur dans le parc communal de Monsalut ainsi qu'en témoignent le bail à fief cédé par Roborel de Climens à Jean Nau en 1772 et les anciens plans cadastraux ;
Au sud plusieurs ruisseaux se jettent dans l'Eau Blanche, qui passe au pied du bourg de Cestas jusqu'au lieu-dit Fourc.
- Dans la commune voisine, Gradignan, elle se divise en plusieurs bras. Ces bras correspondent à des canaux de dérivation pour les moulins. À la sortie de Gradignan, l'Eau Bourde passe à côté des abondantes fontaines de Monjoux[reb 3].
- Dans la commune de Villenave-d'Ornon, à partir du Pont-de-la-Maye, elle se divise en deux bras, un qui va vers le nord, l'autre vers l'est.

Il est probable que ce dernier s'écoulait naturellement vers le palus de Tartifume et se jetait dans la Garonne par l'estey de Tartifume, mais avec la construction du chemin de fer et l'assèchement du marais, elle forme maintenant confluent avec la Garonne par l'estey de Franc au lieu-dit « Clos de Hilde », sur la commune de Bègles, à 11 m d'altitude.
À Bègles sous la gare de triage (future plate-forme multimodale) de Hourcade il y a plusieurs branches : l'estey de Franc, l'estey de Tartifume et l'estey de Lugan. Elles débouchent à la pointe sud de l’île d’Arcins. Dans cette zone se développe la zone industrielle de Tartifume.
La branche qui remonte au nord, vers Bordeaux, est maintenant canalisée et souterraine. Un premier branchement, nommé autrefois ruisseau de la Moulinette, se jette dans la Garonne au niveau du quai Président-Wilson. Plus loin, l'Eau Bourde forme confluent avec le ruisseau d'Ars sous la jonction des rues Brascassat et Carle-Vernet et elle se divise alors encore en deux bras. Le premier s’écoulant au nord jusqu’au pied de l’abbaye de Sainte-Croix (autrefois appelé l'estey de Bègles puis de Sainte-Croix), qui se jette dans la Garonne au niveau de la rue Peyronnet. L’autre branche, nommée l'Estey-Majou, qui historiquement était le prolongement naturel de l'Ars, se jette dans la Garonne au sud du quai de Paludate au niveau de la rue des Maraîchers (ancienne partie est de la rue Carle-Vernet).
Le cours de cette rivière, sous le nom de Eau de Peyrelongue a en effet, dès le Moyen Âge, subi des perturbations anthropiques importantes à l'approche de la Garonne.

### Communes et cantons traversés
Dans le seul département de la Gironde, l'Eau Bourde traverse les six communes suivantes, de l'amont vers l'aval, de
Cestas (source), Canéjan, Gradignan, Villenave-d'Ornon et Bègles et Bordeaux (confluence).
Soit en termes de cantons, l'Eau Bourde prend sa source dans le canton de Pessac-1, traverse le canton de Pessac-2 et le canton de Villenave-d'Ornon, conflue dans le canton de Bordeaux-6, le tout dans l'arrondissement de Bordeaux.

## Hydrologie

### Bassin versant
| - OpenStreetMap Les affluents de l'Eau Bourde. |

L'Eau Bourde et ses affluents traversent une seule zone hydrographique (codes hydrographiques commençant par O971) de 144 km2 de superficie. Ce bassin versant est constitué à 46,22 % de « territoires artificialisés », à 37,30 % de « forêts et milieux semi-naturels », à 16,42 % de « territoires agricoles », à 0,05 % de « surfaces en eau ».
Ce bassin versant est entouré par celui de la Garonne à l'est, par l'Eau Blanche au sud, par le Peugue et la Jalle de Blanquefort au nord, à l'ouest par le bassin d'Arcachon avec la Leyre et ses affluents.

#### Affluents de l'Eau Bourde
Il y a plus de quarante affluents, sous-affluents et fossés de drainage, de longueurs entre 1,0 km et 8,5 km, qui sont indiqués dans les fichiers du SANDRE (Service d'administration nationale des données et référentiels sur l'eau) et du SIEAG (Système d'information sur l'eau du Bassin Adour Garonne).
Les affluents naturels principaux sont répertoriés dans le tableau ci-dessous, avec des liens vers les fiches correspondantes du SANDRE et du SIEAG. Un lien vers une carte dynamique de OpenStreetMap du tracé de l'affluent est aussi donné, car les cartes publiées dans les fichiers du SANDRE sont difficilement lisibles.
| Nom                             | Longueur | Code SANDRE | Fiche            | Fiche       | Carte         |
| ------------------------------- | -------- | ----------- | ---------------- | ----------- | ------------- |
| Eau Bourde                      | 21 km    | O9710570    | « Fiche SANDRE » | Fiche SIEAG | OpenStreetMap |
| Affluent                        |          |             |                  |             |               |
| La Défuite                      | 2,9 km   | O9710510    | « Fiche SANDRE » | Fiche SIEAG | OpenStreetMap |
| Le Ribeyrot                     | 3,2 km   | O9710520    | « Fiche SANDRE » | Fiche SIEAG | OpenStreetMap |
| Le Gaillardeau                  | 2,7 km   | O9711200    | « Fiche SANDRE » | Fiche SIEAG | OpenStreetMap |
| Les Sources                     | 4,9 km   | O9710540    | « Fiche SANDRE » | Fiche SIEAG | OpenStreetMap |
| Sans nom                        | 1,1 km   | O9711600    | « Fiche SANDRE » | Fiche SIEAG | OpenStreetMap |
| Le Pontet/Arriga                | 4,3 km   | O9710560    | « Fiche SANDRE » | Fiche SIEAG | OpenStreetMap |
| Sans nom                        | 3,5 km   | O9711140    | « Fiche SANDRE » | Fiche SIEAG | OpenStreetMap |
| Le Brucat                       | 2,0 km   | O9711060    | « Fiche SANDRE » | Fiche SIEAG | OpenStreetMap |
| L'Ars/Arcs                      | 8,3 km   | O9710500    | « Fiche SANDRE » | Fiche SIEAG | OpenStreetMap |
| Embouchure                      |          |             |                  |             |               |
| L'Estey de Franc                | 2,0 km   | O9701052    | « Fiche SANDRE » | Fiche SIEAG | OpenStreetMap |
| L'Estey de Tartifume            | 2,3 km   | O9700512    | « Fiche SANDRE » | Fiche SIEAG | OpenStreetMap |
| L'Estey de Lugan                | 2,8 km   | O9701092    | « Fiche SANDRE » | Fiche SIEAG | OpenStreetMap |
| L'Estey de la Moulinette        | 0,8 km   | O9701012    | « Fiche SANDRE » | Fiche SIEAG | OpenStreetMap |
| L'Estey Majou (cours principal) | 2,5 km   | O9710570    | « Fiche SANDRE » | Fiche SIEAG | OpenStreetMap |
| L'Estey de Sainte-Croix         | 2,5 km   | -           | « Fiche SANDRE » | Fiche SIEAG | OpenStreetMap |

### Organisme gestionnaire

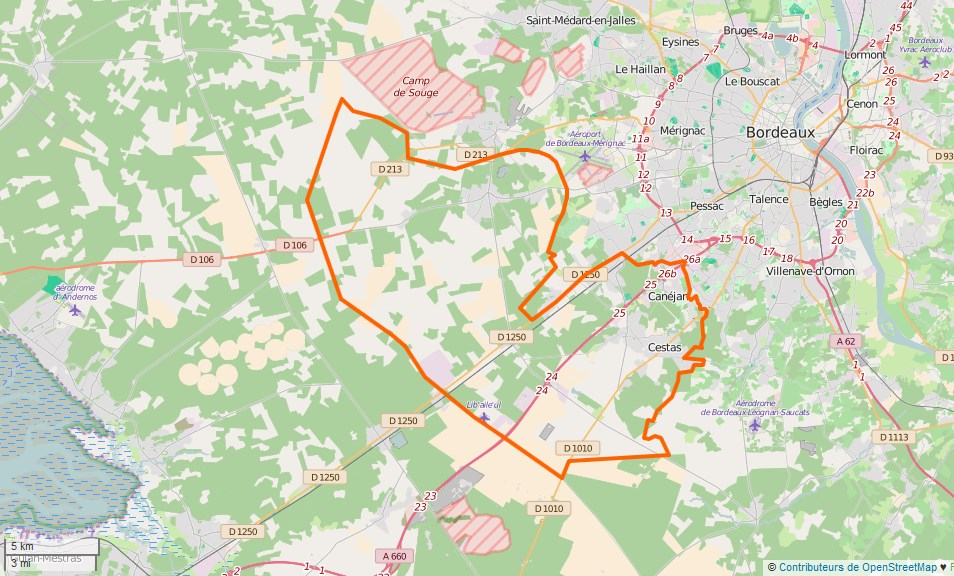
Communauté de communes Jalle Eau Bourde

L'organisme gestionnaire est la Communauté de communes Jalle Eau Bourde ainsi nommée depuis 2013. En septembre 2004, le SMIDDEST ou syndicat mixte pour le développement durable de l'estuaire de la Gironde, sis à Blaye, avait produit un SAGE pour l'estuaire de la Gironde dans lequel était inclus l'Eau Bourde.

## Étymologie
Le nom de cette rivière vient probablement d'un mot pré-latin aquitain burd signifiant "boueux". Étymologie que l'on retrouve dans le nom antique de Bordeaux, Burdigala.

## Histoire

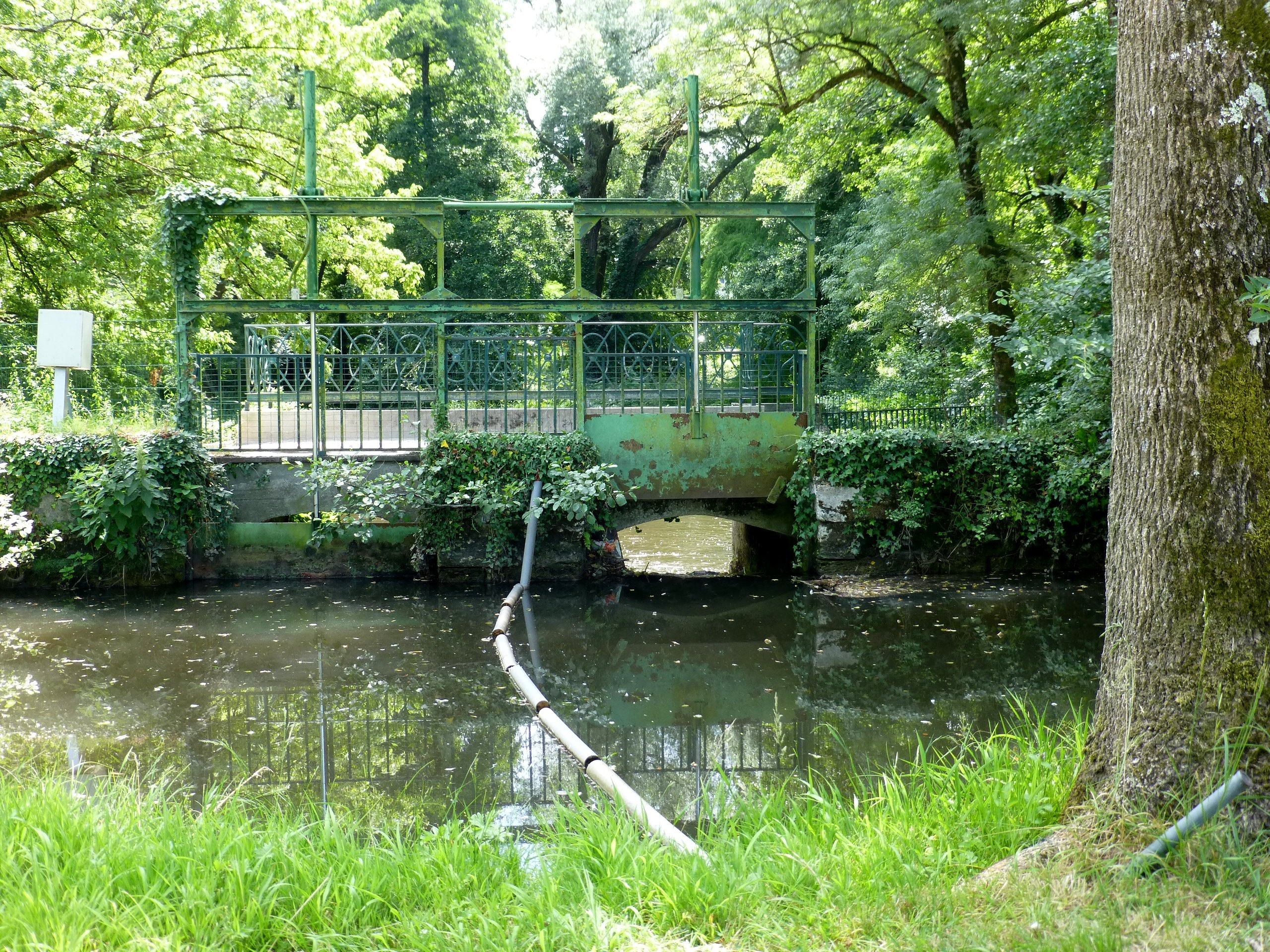
Écluse en amont du moulin du Moulineau.

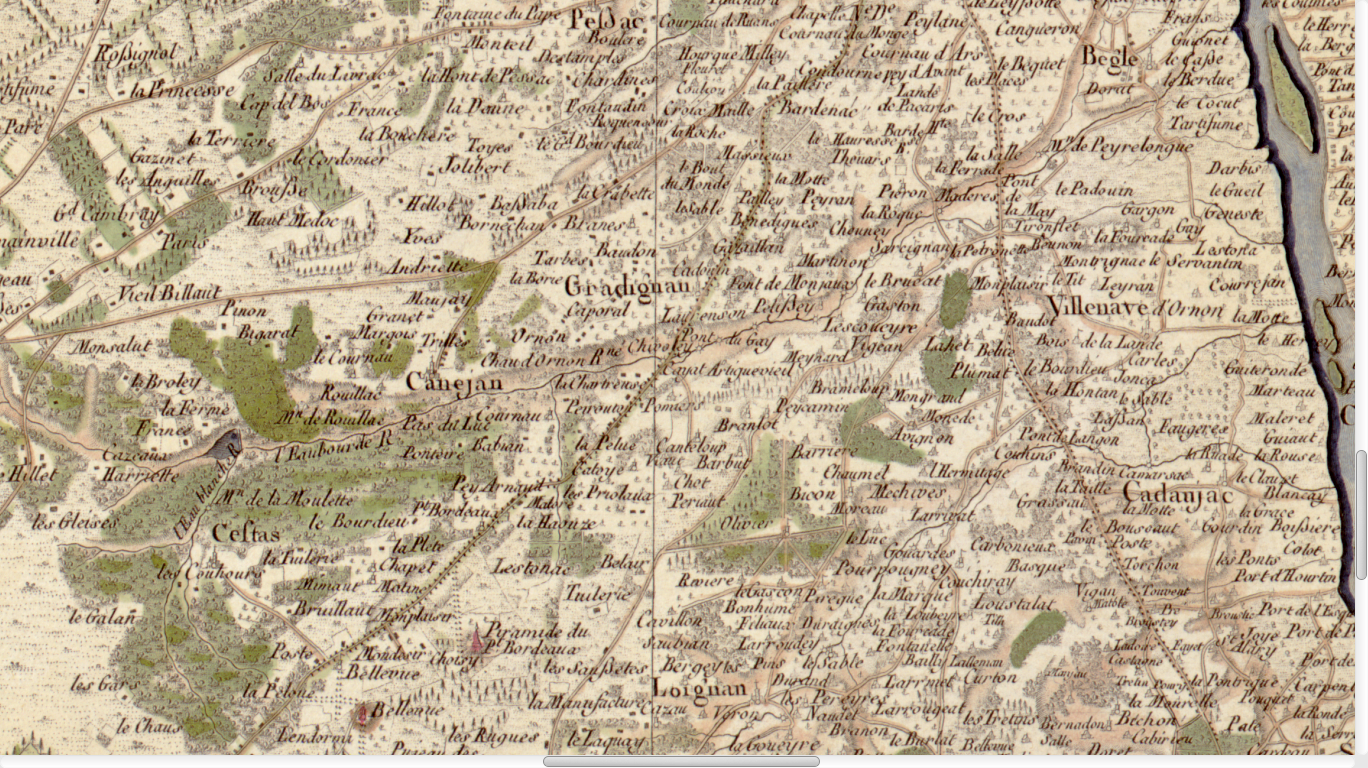
L'Eau Bourde et ses affluents en 1756, Cassini.

C'était et c'est encore un élément structurant des trois premières communes traversées dans l'axe sud-ouest nord-est.

Le lit de l'Eau Bourde accueillait de nombreux moulins, depuis le Moyen Âge jusqu'au XIXe siècle. Certains ont été restaurés (château de Rouillac, château d'Ornon, Moulineau, château de Montgaillard, Madère à Sarcignan) et d'autres ont aujourd'hui disparu (prieuré de Cayac, Cazot). Ils fournissaient le pain forain vendu sur le marché bordelais près de l'église Sainte-Colombe.
Des vestiges de nombreuses mottes féodales se retrouvent le long de la rive gauche de l'Eau Bourde, probablement édifiées à l'époque où le ruisseau a été utilisé comme voie de pénétration à l'intérieur de la région. À Gradignan, le Castéra, appelé aussi le château d'Ornon, est une motte double entourée de fossés, de forme rectangulaire et dotée d'un donjon en pierre. Il est entouré de trois autres mottes, une à l'ouest et les deux autres à l'est : la motte Saint-Albe est une butte conique d'une dizaine de mètres de hauteur, entourée d'un fossé alimenté par un petit ruisseau et dotée d'une longue basse-cour.
Dans la même commune, l'Eau Bourde traverse le site du prieuré de Cayac.
Au début du XIXe siècle, le service hydraulique de la ville de Bordeaux envisage d'utiliser ses eaux pour alimenter la fontaine de la place Dauphine.
À Gradignan, dans les années 1970, à la suite de la fermeture des moulins, l'Eau Bourde était devenue un égout à ciel ouvert.

Depuis 1990, une garde-rivière employée municipale est chargée de la surveillance de la qualité de l'Eau Bourde, du suivi de l'entretien des berges appartenant à la commune et de la coordination des actions entre les riverains et les services municipaux. L'image de plaisance liée à l'aménagement des berges municipales reprend peu à peu le dessus. Après Cayac, la rivière passe par les parcs du Moulineau, de Pelissey et de la Tannerie à Gradignan, et enfin le parc de Mussonville à Bègles.
Quant à Cestas et Canéjan, ils font partie de la communauté de communes Jalle Eau Bourde créée en 2013 ; ce nom en dit long sur l'implication des élus dans la préservation de la qualité environnementale de la rivière et de ses affluents.

## Aménagements et écologie
La vallée de l’Eau Bourde présente une succession d'édifices des XVIIIe et XIXe siècles qui étaient le centre d’importants domaines qui ont participé à la conservation de la vallée dans son aspect naturel. Les communes mènent depuis de longues années une action exemplaire de protection en s’efforçant d’acquérir la majeure partie de cet ensemble foncier. La végétation, souvent dense dans la vallée, met à distance nuisances sonores et visuelles, en complète rupture avec le paysage très urbanisé de cette banlieue bordelaise. La vallée a été partiellement inscrite (SIN0000149) à Gradignan comme site d'intérêt pittoresque.
L’évaluation 2016-2021 des états de la masse d’eau s’appuie sur les mesures effectuées au droit des stations de Cestas, et de Bègles
.
Une étude récente sur la franchissabilité des obstacles à la migration pour l'anguille, les lamproies migratrices, les flets et les mulets a été publiée (pages 103-107) par la DREAL.

## Galerie

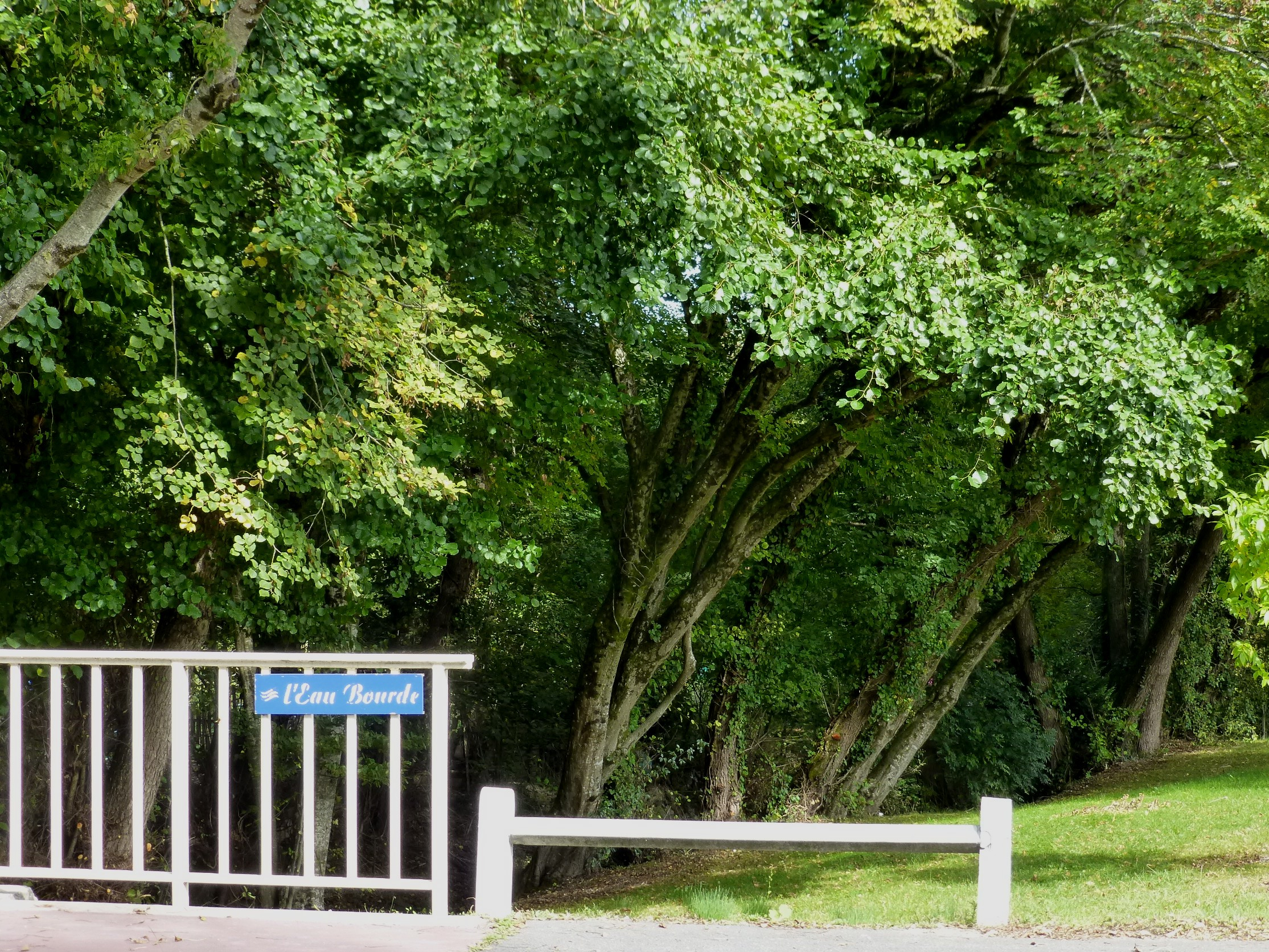
Pont de Barthez à Gradignan.
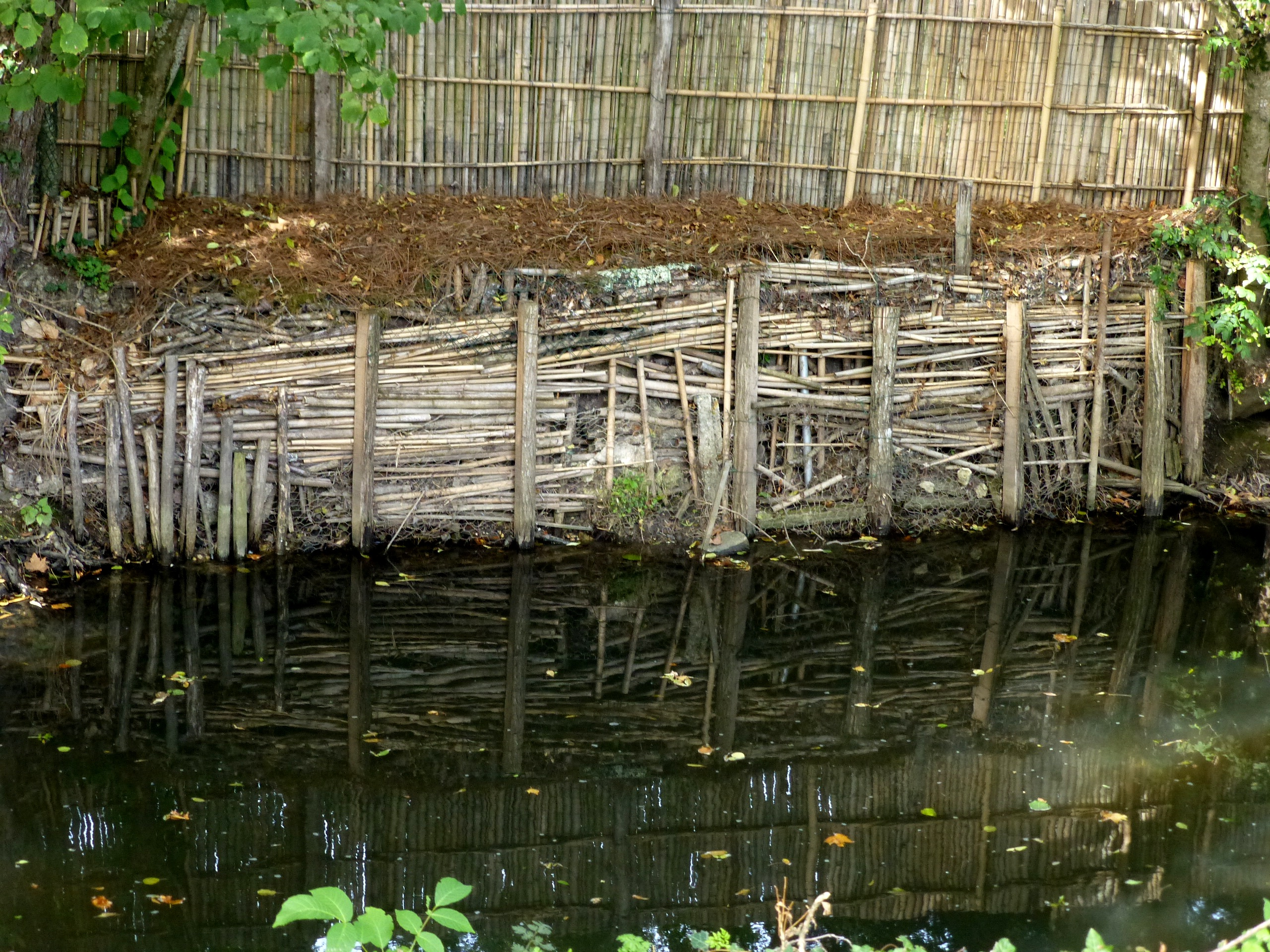
Consolidation de la rive gauche à Malartic.
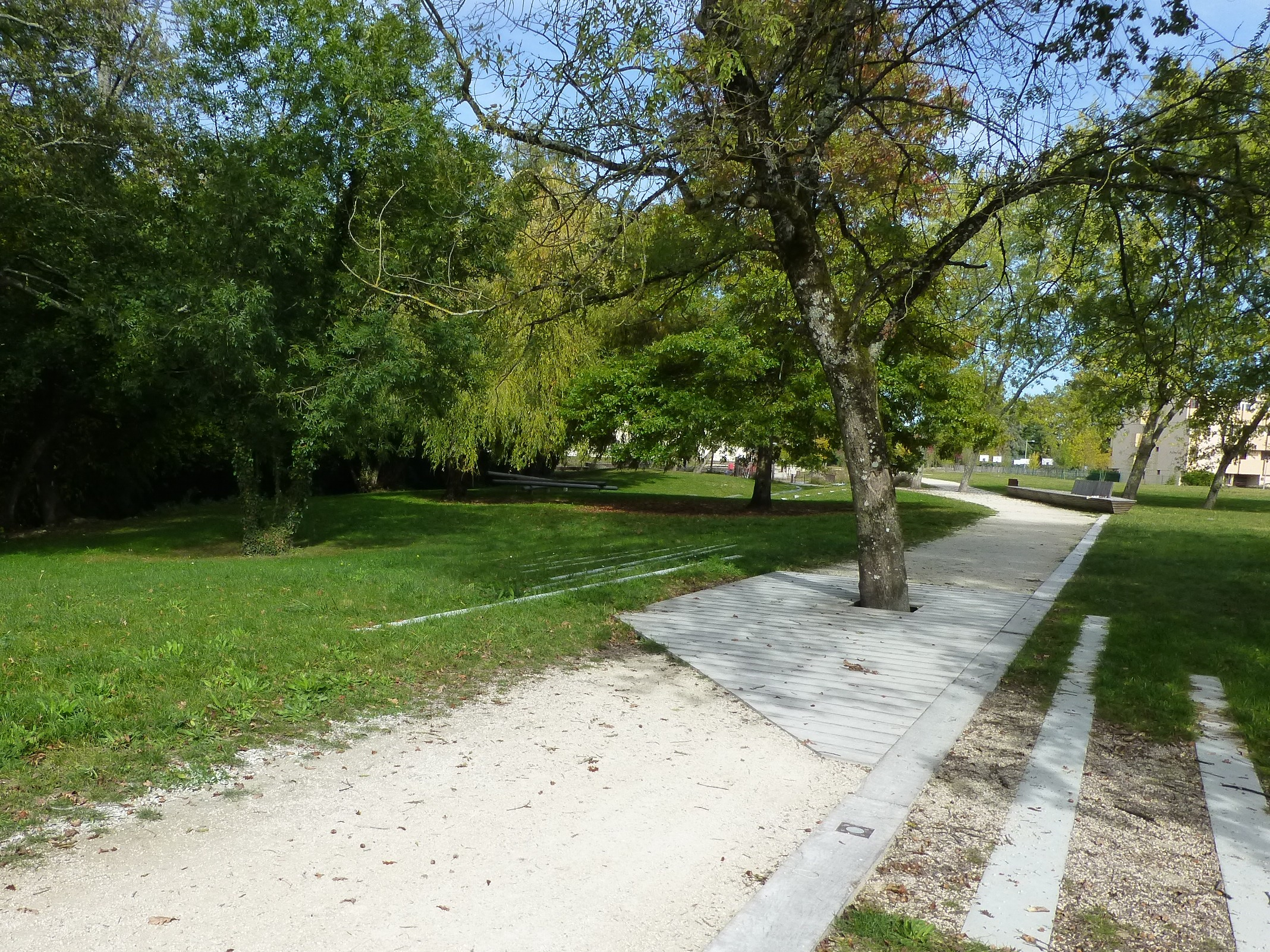
Parc de Pelissey le long de la rive droite à Gradignan.
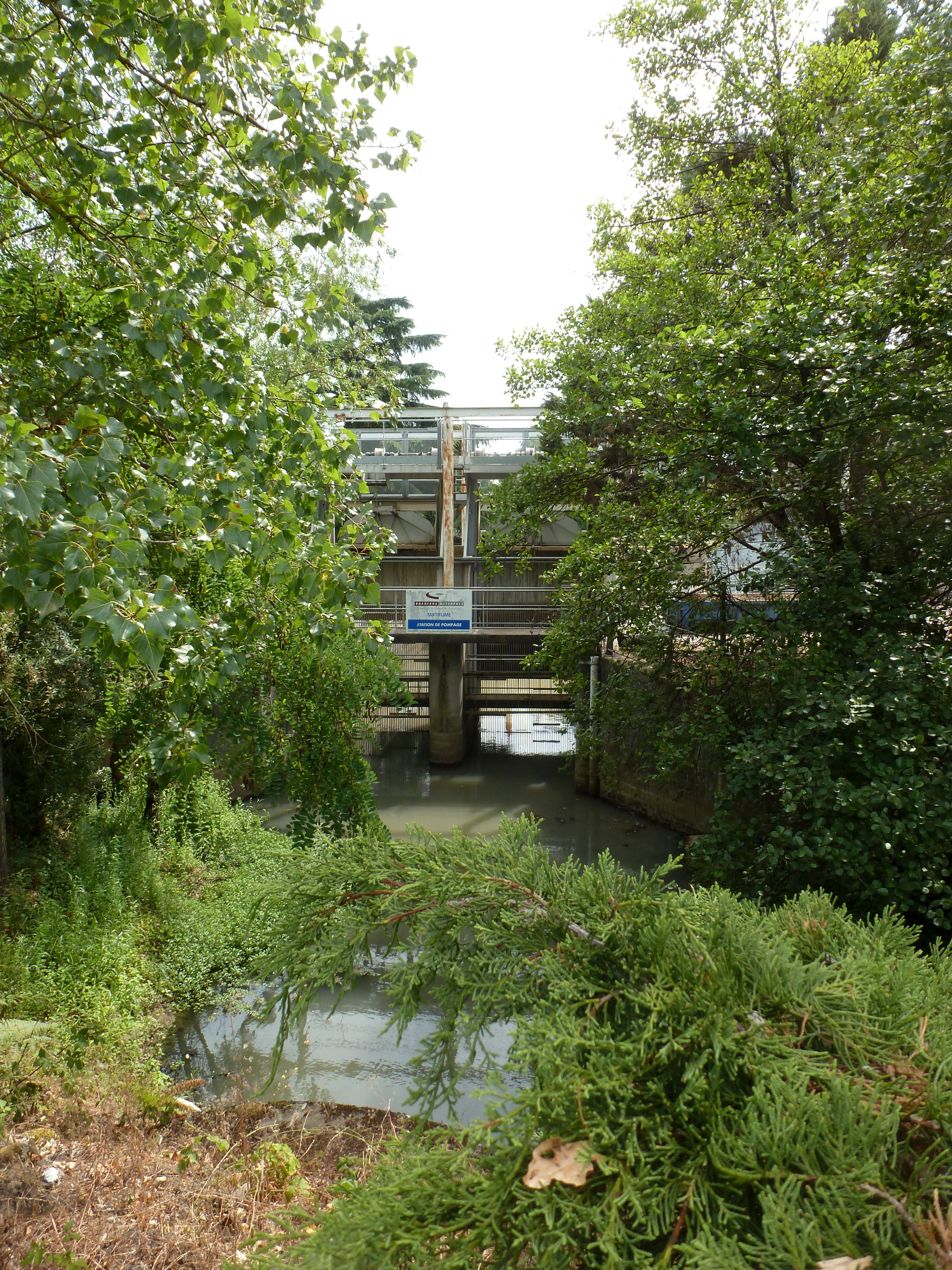
Station de pompage de Tartifume à Bègles.

### Rive gauche de la Garonne selon Rebsomen
1. ↑  André Rebsomen 2007 page 281
2. ↑  André Rebsomen 2007 page 282
3. ↑  André Rebsomen 2007 page 287
4. ↑  André Rebsomen 2007 page 290
5. ↑  André Rebsomen 2007 page 288
6. ↑  André Rebsomen 2007 page 291
7. ↑  André Rebsomen 2007 page 283
8. ↑  André Rebsomen 2007 page 284